# Grote Iraakse Revolutie
De Grote Iraakse Revolutie was een opstand in het mandaatgebied Irak van 1920. Deze opstand begon in de zomer van 1920 met massademonstraties in Bagdad tegen de Britse bezetting van Irak. De opstand kwam op gang toen hij zich verspreidde naar de gebieden in het zuidelijke deel van Irak, waar stammen nog grote invloed hadden.  
Sjiitische en soennitische bewoners van het gebied werkten samen, alsook stammen, de stedelijke gemeenschappen en veel Iraakse officieren in Syrië. Het doel van de revolutie was onafhankelijkheid van brits gezag en het creëren van Arabisch bestuur. In het begin had de revolutie succes, mede omdat de Britten niet hadden gerekend op grootschalige samenwerking tussen de gemeenschappen, hadden de Britten de opstand in Oktober 1920 gebroken. Delen van de opstand bleven doorgaan tot 1922.
Tijdens de opstand in het zuiden, was er in het noorden ook een opstand van de Koerden, die streden voor onafhankelijkheid onder leiding van Sheik Mahmoud Barzanji.

## Voorgeschiedenis
Na de Eerste Wereldoorlog werd door de Volkenbond besloten dat er mandaatgebieden gecreëerd zouden worden in de veroverde gebieden. Tijdens de San Remo conferentie in april 1920 kreeg het Verenigd Koninkrijk het gebied Mesopotamië (Irak) toegewezen.  
Veel Irakezen begonnen te vrezen voor kolonisatie. Het was dit moment dat de prominente mujtahid Ayatollah Muhammad al Shirazi een fatwa uitvaardigde die het dienen onder de Britse overheersing verboden maakte. Dit had verregaande gevolgen, vanwege zijn grote invloed op de Sjiitische gemeenschap van Irak. De sjiitische geestelijken hadden overleg met de stamhoofden van de grote Arabische stammen en hadden strategieën ontwikkeld voor vreedzame demonstraties die eventueel konden uitmonden in gewapend conflict als deze geen effect bleken te hebben.

## Opstand
De weigering van de Britten om tegemoet te komen aan de bevolking leidde tot een grootschalige opstand van drie maanden, die de Britten slechts met zeer grote moeite konden bedwingen. De opstand begon vanuit het sjiitische zuiden, waar de ontevredenheid onder de Iraakse stammen – waarvan de meerderheid zich aan de Ottomanen had gelieerd – groot was. Een groot deel van de Iraakse bevolking gaf aan de fatwa van Shirazi gehoor. De Britten hadden niet gerekend op een coalitie van Soennieten en Sjiieten en werden in eerste instantie overrompeld. Zij zagen zich genoodzaakt om troepen uit Brits-Indië en Perzië over te laten komen. De bestrijding gebeurde onder andere door de inzet van grootschalige luchtaanvallen op opstandige steden en dorpen. Volgens sommige historici is hierbij ook mosterdgas gebruikt. Mogelijk heeft ook onder andere Winston Churchill een rol gespeeld hierbij. Hij zou in een geheime memo hebben geschreven: "I do not understand this sqeamishness about the use of gas. I am strongly in favour of using poison gas against uncivilised tribes.". Door critici worden deze bombardementen wel vergeleken met het latere bombardement op Guernica.
De opstand leidde tot 6.000 slachtoffers aan Iraakse zijde en 500 slachtoffers aan Britse zijde. De Britse regering drong erop aan om een oplossing te vinden, zodat de Britse belastingbetaler niet de dupe zou worden van deze dure opstand die 40 miljoen pond had gekost. Dit leidde tot de aanstelling van Faisal I als koning en de vorming van het Koninkrijk Irak. Dit werd ondersteund door Britse adviseurs en had de steun van slechts een deel van de bevolking, mede doordat de regering uit soennieten bestond en sjiieten dus niet mochten meeregeren.

## Noot
1. 1 2  Atiyyah, Ghassan R. Iraq: 1908–1921, A Socio-Political Study. The Arab Institute for Research and Publishing, 1973, 307
2. 1 2 3  Tripp, Charles. A History of Iraq. Cambridge University Press, 2007, 40
3. ↑  https://web.archive.org/web/20150110002152/http://www.globalresearch.ca/articles/CHU407A.html